# Кочлавашвили, Александр Иванович
Александр Иванович Кочлавашвили (1906—1977) — министр государственной безопасности Грузинской ССР, генерал-майор (1945). Депутат Верховного Совета СССР 2-го созыва, доктор исторических наук.

## Биография
Александр Кочлавашвили родился в грузинской семье рабочего. Курьер, экспедитор в ЦК КП(б) Грузии с марта 1921 по ноябрь 1924 года. Образование получал в 15-й трудовой школе Тифлиса с ноября 1924 по ноябрь 1926 года. Молотобоец в главных мастерских Закавказской железной дороги с ноября 1926 по сентябрь 1928 года.
Член ВКП(б) с апреля 1928. Заведующий организационным отделом Зестафонского уездного комитета ЛКСМ Грузии с сентября по ноябрь 1928 года. Пропагандист Тифлисского городского комитета ЛКСМ Грузии с ноября 1928 по апрель 1930 года. Заведующий комсомольским отделом, заведующий промышленным отделом редакции газеты «Ахалгазрда коммунисти», в Тифлисе с апреля 1930 по ноябрь 1931 года. С ноября 1931 по май 1933 года учился в Закавказском горно-металлургическом институте. В 1935 году окончил Грузинский индустриальный институт. С мая 1933 по апрель 1934 года ответственный секретарь ЦК ЛКСМ Грузии. До февраля 1936 года ответственный плавильщик, инженер-конструктор ферромарганцевого завода. До мая 1937 года заместитель директора Тбилисского химического института Грузинского филиала Академии наук СССР. До 1938 года заместитель заведующего Промышленно-транспортным отделом ЦК КП(б) Грузии, затем до апреля 1939 года заведующий Промышленно-Транспортным отделом ЦК КП(б) Грузии.
С 11 мая 1939 по 2 апреля 1941 года народный комиссар внутренних дел Аджарской АССР и с февраля по 29 апреля 1941 года народный комиссар государственной безопасности Аджарской АССР. С апреля по июль 1941 года в НКГБ Грузинской ССР, с августа 1941 по 12 июня 1943 года начальник Контрразведывательного отдела НКВД Грузинской ССР, затем до 18 мая заместитель, до ноября 1945 года 1-й заместитель народного комиссара внутренних дел Грузинской ССР. С ноября 1945 по апрель 1947 года уполномоченный НКВД — МВД СССР (затем СМ СССР) по специальному объекту в Сухуми, затем до июня 1952 года одновременно исполняющий обязанности директора специального объекта в Сухуми. С 9 июня 1952 по 15 апреля 1953 года министр государственной безопасности Грузинской ССР. При этом с 28 июня 1952 по 14 апреля 1953 года член Бюро ЦК КП(б) — КП Грузии. С апреля по 24 сентября 1953 года заместитель министра внутренних дел Грузинской ССР, когда был уволен из МВД СССР по служебному несоответствию.
С октября по декабрь 1953 года не работал. С декабря 1953 по декабрь 1954 года заместитель директора Закавказского металлургического завода по кадрам и быту в городе Рустави Грузинской ССР. С декабря 1954 по апрель 1963 года не работал. С апреля 1963 по сентябрь 1964 года старший научный сотрудник Института истории Академии наук Грузинской ССР. С сентября 1964 года старший научный сотрудник Института истории, археологии и этнографии Академии наук Грузинской ССР.

## Звания
- 19.07.1939, капитан государственной безопасности;
- 22.10.1940, майор государственной безопасности;[6]
- 14.02.1943, полковник государственной безопасности;
- комиссар государственной безопасности;
- 09.07.1945, генерал-майор.

## Награды
- 26.04.1940, орден «Знак Почёта»;
- 20.09.1943, орден Красного Знамени;
- 24.02.1946, орден Отечественной войны II-й степени;
- 2 ордена Трудового Красного Знамени;
- 25.02.1946, нагрудный знак «Заслуженный работник НКВД»;
- медали

## Публикации
- Кочлавашвили А. И. А. Церетели и Чиатурский марганец. Тбилиси, «Сабчота Сакартвело», 1958, 283 с. (на грузинском языке)
- Кочлавашвили А. И. Грузинский хрусталь. Тбилиси, «Хеловнеба», 1959, 135 с. (на грузинском языке)
- Кочлавашвили А. И. Развитие горно-металлургической промышленности в Грузии в XIX веке. Тбилиси, «Сабчота Сакартвело», 1962, 360 с. (на грузинском языке)
- Кочлавашвили А. И. История машиностроения в Советской Грузии. (1921—1932 гг.). Тбилиси, «Мецниереба», 1966. (на грузинском языке)[7]
- Кочлавашвили А. И. Советская Грузия — передовая индустриальная республика. Тбилиси, 1971, 32 с. (Общество «Знание» Грузинской ССР)
- Кочлавашвили А. И. Осуществление ленинского плана индустриализации в Грузии. Тбилиси, «Мецниереба», 1974, 43 с. (на грузинском языке)